# Sleepwalker (musikalbum)
Sleepwalker är ett musikalbum av The Kinks. Skivan släpptes i februari 1977 och var deras första med gruppen att lanseras på skivbolaget Arista Records. Skivan bröt med den rockopera-stil som flertalet av gruppens album under 1970-talets mitt haft. Nu dominerade istället mer traditionell rockmusik. Efter det här albumet lämnade John Dalton, gruppens basist, The Kinks.

## Låtlista
(alla låtar komponerade av Ray Davies)
1. "Life on the Road" - 5:02
2. "Mr. Big Man" - 3:49
3. "Sleepwalker" - 4:04
4. "Brother" - 5:28
5. "Juke Box Music" - 5:32
6. "Sleepless Night" - 3:18
7. "Stormy Sky" - 3:58
8. "Full Moon" - 3:52
9. "Life Goes On" - 5:03

## Listplaceringar
- Billboard 200, USA: #21[1]
- Topplistan, Sverige: #29[2]